# Bessenich
Bessenich ist ein Stadtteil von Zülpich im Kreis Euskirchen, Nordrhein-Westfalen.

## Lage
Bessenich liegt in der Zülpicher Börde direkt am Neffelbach. Der Stadtteil grenzt direkt an den Kreis Düren. Nachbarorte sind Sievernich im Kreis Düren und im Stadtgebiet von Zülpich die Stadtteile Geich, Rövenich und die Stadt Zülpich selbst.

## Geschichte

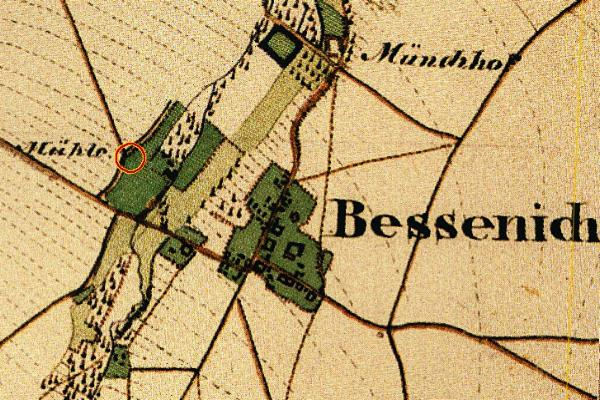
Bessenich und die Bessenicher Mühle in der preußischen Uraufnahme von 1846

Der Ort wird erstmals als Bissenich im Jahre 1127 erwähnt. 1816 hatte Bessenich erst 141 Einwohner. Von 17 Häusern im Jahre 1670 stieg deren Anzahl auf heute etwa 145 an. Politisch gehörte Bessenich bis 1856 zur Bürgermeisterei Zülpich. Danach wechselte Bessenich in die Bürgermeisterei Nemmenich. Wirtschaftlich besser als anderen Gemeinden ging es dem Ort durch den Bau der Papierfabrik Sieger im Jahre 1878. Sie besteht heute noch unter einem anderen Besitzer, der Smurfit Kappa Zülpich Papier. 1910 bekam der Ort eine Wasserleitung und die erste Straßenbeleuchtung wurde mit vier Lampen 1911 in Betrieb genommen.
Am 1. Juli 1969 wurde Bessenich nach Zülpich eingemeindet.

## Kirche

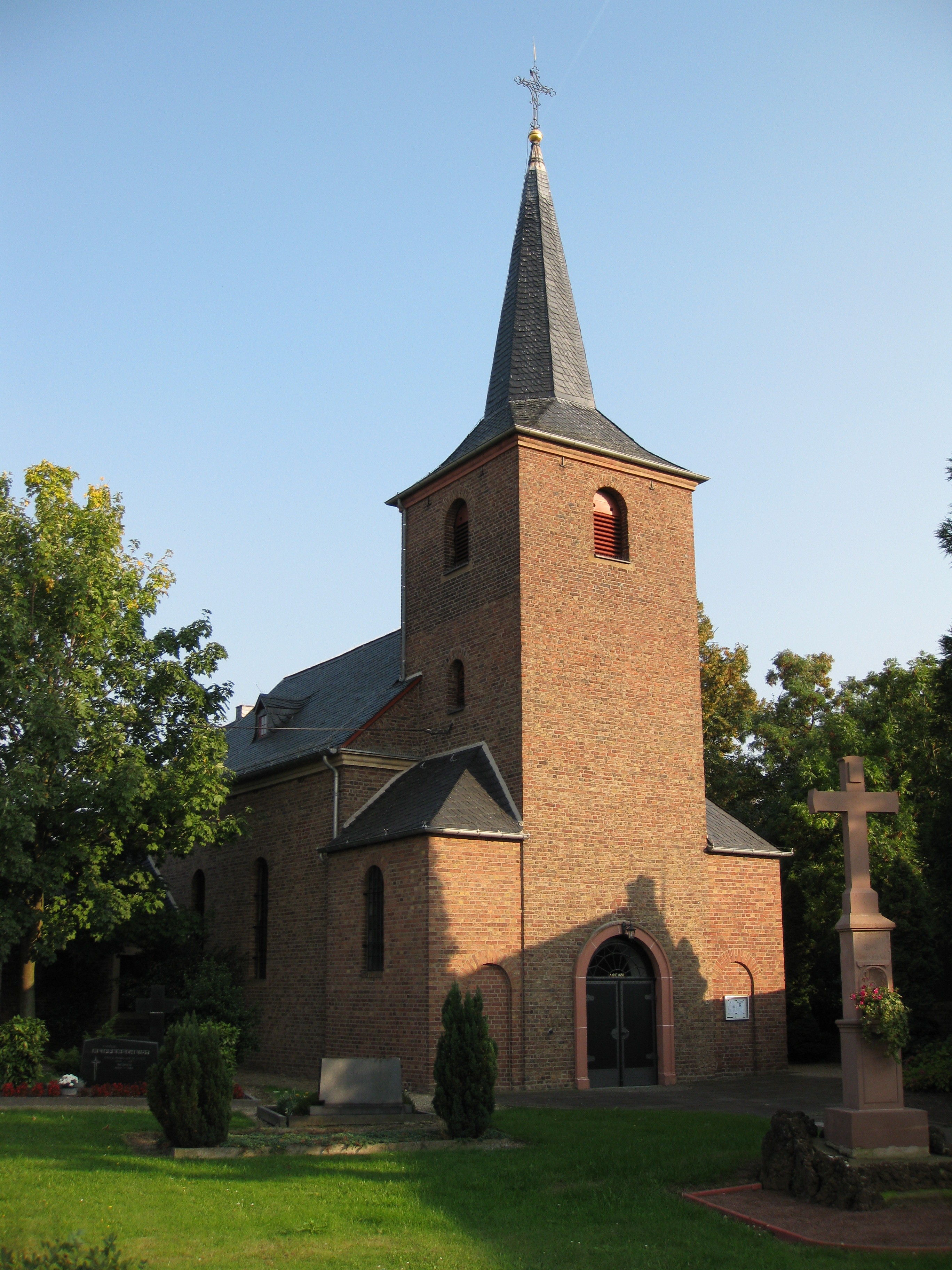
Kirche St. Christophorus

Die Kapelle im Ort fiel 1804 an die Pfarrkirche Zülpich. 1850 wurde, nachdem Bessenich Pfarre geworden war, die bestehende Kapelle durch einen Anbau und einen Turm erweitert. Eine weitere Erweiterung der Kirche wurde 1930 durchgeführt. Die Fertigstellung und Einweihung datiert vom 21. September 1932.
Seit 1925 gehört der Ort zum Dekanat Zülpich.

## Verkehr
Direkt am Ortsrand verläuft die Bundesstraße 477.
Bis 1962 hatte der Ort einen Anschluss an die Bahnstrecke der Dürener Kreisbahn von Distelrath über Nörvenich und Zülpich nach Embken. Der ab 1958 elektrisch betriebene Personenverkehr wurde bereits 1960 auf Omnibusse umgestellt.
Seit dem 1. Januar 2020 wird Bessenich von Rurtalbus mit den AVV-Linien 208 und SB 8 mit Zülpich, Nörvenich und Düren verbunden. Zusätzlich verkehrt zu bestimmten Zeiten ein Rufbus sowie ein Anruf-Sammel-Taxi der RVK. Mit dem Fahrplanwechsel am 15. Dezember 2024 wurde die Linie SB 8 eingekürzt und bedient seitdem den Abschnitt Nörvenich – Bessenich – Zülpich nicht mehr.
| Linie      | Betreiber    | Verlauf |
| ---------- | ------------ | --- |
| 208        | Rurtalbus    | Düren Kaiserplatz – Distelrath – (Merzenich Rathaus –) Schöne Aussicht – Girbelsrath – Eschweiler über Feld – Nörvenich Alter Bf – Nörvenich Hommelsh. Weg – Hochkirchen – (Irresheim –) Eggersheim – Lüxheim – Gladbach – Müddersheim – Disternich – Sievernich – Bessenich – Zülpich Frankengraben – Adenauerpl./Schulzentr. |
| RufBus 208 | Rurtalbus    | Rufbus: Nörvenich Hommelsh. Weg – Irresheim – Eggersheim – Lüxheim – Gladbach – Müddersheim – Disternich – Sievernich – Bessenich – Zülpich Adenauerpl./Schulzentr. (Sa nachmittags/abends) |
| 889        | RVK/Kreis EU | MiKE / AST-Verkehr: (Füssenich – Geich –) Bessenich – Zülpich Bf – Zülpich Frankengraben (→ Nemmenich → Lüssem → Ülpenich → Dürscheven → Enzen) |

## Vereine
Seit 1928 gibt es in Bessenich den Sportverein SV Rhenania Bessenich. Heute hat der Verein drei Seniorenmannschaften und eine Damenmannschaft sowie einige Jugendmannschaften.
Außerdem gibt es noch die St. Sebastianus Schützenbruderschaft Bessenich und die KG Blau-Gold Bessenich.